# Nice Guy Johnny
Nice Guy Johnny es una película de 2010 dirigida por Edward Burns.

## Elenco
- Matt Bush como Johnny Rizzo.
- Kerry Bishe como Brooke.
- Edward Burns como Tío Terry.
- Max Baker como Max.
- Anna Wood como  Claire.
- Brian Delate como Frank.
- Marsha Dietlein como Nicole.
- Jay Patterson como Dr. Meadows

## Banda sonora
La banda sonora está compuesta por PT Walkley.